# 1912 en Grèce
Chronologie de la Grèce
- 1908
- 1909
- 1910
- 1911
- 1912
- 1913
- 1914
- 1915
- 1916

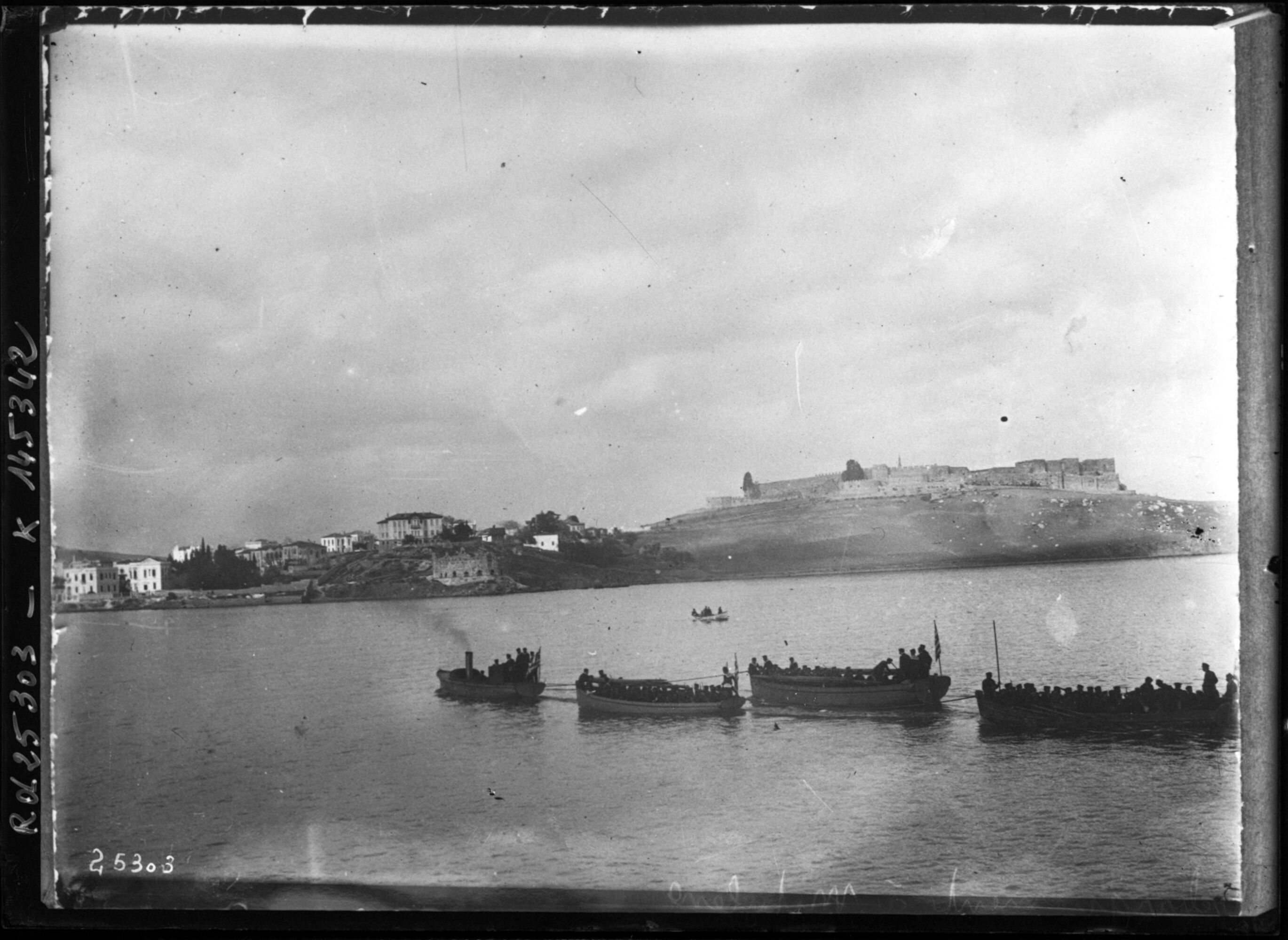
Les troupes grecques débarquent à Mytilène (début de la première guerre balkanique).

Cette page concerne les évènements survenus en 1912 en Grèce  :

## Évènements
- Poursuite de la mission militaire française en Grèce pour réorganiser l'armée hellénique (1911-1914).
- 24 mars : Élections législatives.
- octobre : Première guerre balkanique (fin en mai 1913) :
  - Bataille de Lemnos (en)
  - 9-10 octobre : Bataille de Sarantáporo
  - 19-20 octobre : Bataille de Giannitsá
  - 22-24 octobre : Bataille de Sorovich (en)
  - 24-30 octobre : Bataille de Pente Pigadia (en)
  - Bataille de Driskos (en)
- 28 novembre : Indépendance de l'Albanie : Partition de l'Albanie (en) (1912-1913)
  - 16 décembre : Bataille d'Elli
  - Capture de l'île de Lesbos par la Grèce (Fin de la domination ottomane de l'île).

## Sport
- 6-22 juillet : Participation de la Grèce aux Jeux olympiques à Stockholm.
- Championnat Panhellénique 1911-1912 (en) (football)
- Création du club Escrime Panathinaikos (en)

## Création
- Commandement de la Garde nationale 1/38 (en)
- 4e division d'infanterie (en)
- 5e brigade aéromobile (en)
- 6e division d'infanterie (en)
- Base aérienne de Larissa
- Chemin de fer Aitoliko-Katochi (en)
- École d'Othoni (en)
- Ministère de la Macédoine et de la Thrace (en)

## Naissance
- Ioánnis Alevrás, président de la République.
- Odysséas Angelís, vice-président.
- Iléktra Apostólou, résistante et féministe grecque.
- Constantin Eustathiádis (el), professeur d'université.
- Sólo̱n Zéfyros Gri̱goriádi̱ (el), journaliste, écrivain  et soldat.
- Chrysóstomos Karapipéris (el), personnalité politique.
- Grigóris Lambrákis, médecin, athlète et personnalité politique. Son assassinat est le sujet des roman et film Z.
- Titíka Nikiforáki (el), actrice.
- Eléni Oikonomopoúlou (el), artiste.
- Stylianós Pattakós, instigateur de la dictature des colonels.
- Nikifóros Vrettákos (el), poète, prosateur et critique littéraire.
- Yánnis Spyrópoulos, peintre.

## Décès
- Loréntzos Mavílis, poète, personnalité politique et militaire.
- Aléxandros Karamanlákis (el), journaliste et aviateur.
- Andréas Kopásis, prince de Samos.
- Heléni Lámari (el), poétesse.
- Ioánnis Lazarímos (el), architecte.
- Otto Lüders, archéologue et ambassadeur allemand.